# Równanie Boltzmanna
Równanie kinetyczne Boltzmanna, równanie transportu Boltzmanna (1872) – podstawowe równanie kinetycznej teorii gazów opisujące ewolucję gazu w stanie braku równowagi termodynamicznej. Najsłynniejszą i budzącą najwięcej dyskusji konsekwencją równania Boltzmanna jest twierdzenie H, które przewiduje nieodwracalność relaksacji gazu do stanu równowagi termodynamicznej pomimo odwracalności mikroskopowej dynamiki zderzeń międzycząsteczkowych. Równanie Boltzmanna ma fundamentalne znaczenie dla teorii chaosu; stanowi także punkt wyjścia do teoretycznego uzasadnienia podstawowych równań mechaniki płynów: równania Naviera-Stokesa i równania przewodnictwa cieplnego.

## Definicja
Równanie Boltzmanna jest nieliniowym równaniem różniczkowo-całkowym na jednopunktową funkcję rozkładu {\displaystyle f_{1}{:}}
{\displaystyle {\frac {\partial f_{1}}{\partial t}}+{\boldsymbol {v}}_{1}\cdot {\frac {\partial f_{1}}{\partial {\boldsymbol {r}}}}+{\frac {\boldsymbol {F}}{m}}\cdot {\frac {\partial f_{1}}{\partial {\boldsymbol {v}}_{1}}}=\int \mathrm {d} \Omega \int \mathrm {d} ^{3}v_{2}\,\sigma (\Omega )|{\boldsymbol {v}}_{1}-{\boldsymbol {v}}_{2}|(f_{2}'f_{1}'-f_{2}f_{1}),}
gdzie:
{\displaystyle t} – czas,
{\displaystyle {\boldsymbol {r}}} – położenie,
{\displaystyle {\boldsymbol {v}}_{1},} {\displaystyle {\boldsymbol {v}}_{2}} – prędkości cząstek przed zderzeniem,
{\displaystyle {\boldsymbol {v}}_{1}',} {\displaystyle {\boldsymbol {v}}_{2}'} – prędkości cząstek po zderzeniu,
{\displaystyle f_{1}\equiv f({\boldsymbol {r}},{\boldsymbol {v}}_{1},t)} – funkcja rozkładu w punkcie {\displaystyle {\boldsymbol {r}}} i chwili {\displaystyle t} cząstek o prędkości {\displaystyle {\boldsymbol {v}}_{1},}
{\displaystyle f_{2}\equiv f({\boldsymbol {r}},{\boldsymbol {v}}_{2},t)} – funkcja rozkładu w punkcie {\displaystyle {\boldsymbol {r}}} i chwili {\displaystyle t} cząstek o prędkości {\displaystyle {\boldsymbol {v}}_{2},}
{\displaystyle f_{1}'\equiv f({\boldsymbol {r}},{\boldsymbol {v}}_{1}',t)} – funkcja rozkładu w punkcie {\displaystyle {\boldsymbol {r}}} i chwili {\displaystyle t} cząstek o prędkości {\displaystyle {\boldsymbol {v}}_{1}',}
{\displaystyle f_{2}'\equiv f({\boldsymbol {r}},{\boldsymbol {v}}_{2}',t)} – funkcja rozkładu w punkcie {\displaystyle {\boldsymbol {r}}} i chwili {\displaystyle t} cząstek o prędkości {\displaystyle {\boldsymbol {v}}_{2}',}
{\displaystyle {\boldsymbol {F}}} – zewnętrzna siła (np. grawitacja),
{\displaystyle m} – masa cząstek gazu opisywanego równaniem,
{\displaystyle \Omega } – bryłowy kąt rozpraszania (w układzie środka masy),
{\displaystyle \sigma (\Omega )} – różniczkowy przekrój czynny dla zderzenia o kącie rozpraszania {\displaystyle \Omega .}